# منطقه دریاچه‌ای مازوری

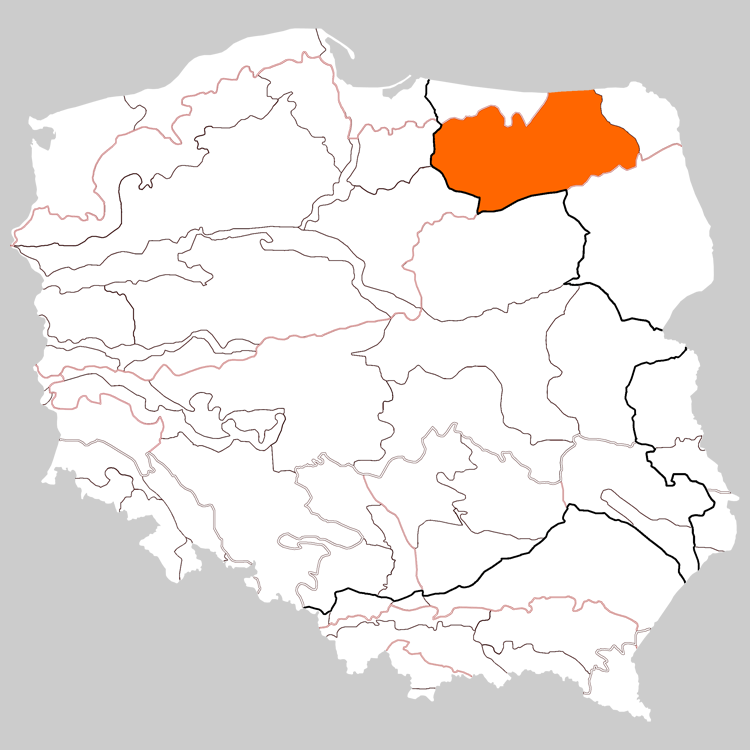
موقعیت منطقهٔ دریاچه‌ای مازوری در لهستان

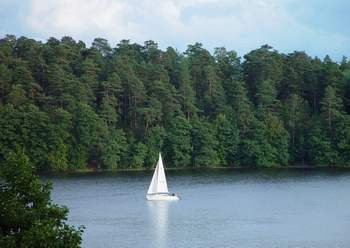
نمایی از یکی از دریاچه‌ها

منطقهٔ دریاچه‌ای مازوری (به لهستانی: Pojezierze Mazurskie، به آلمانی: Masurische Seenplatte) منطقه‌ای دریاچه‌ای در شمال شرقی لهستان است که از نظر جغرافیایی، در ناحیهٔ مازوری قرار داشته و شامل بیش از ۲۰۰۰ دریاچه است.
این منطقهٔ دریاچه‌ای که در عصر یخبندان پلیستوسنی شکل گرفته‌است تقریباً تا ۲۹۰ کیلومتر به سمت شرق پایین‌دست رود ویستولا تا مرز لهستان با لیتوانی گسترده‌شده و منطقه‌ای در حدود ۵۲ هزار کیلومتر مربع را دربر می‌گیرد. بسیاری از تپه‌های آن بخشی از یخ‌رفت‌ها را تشکیل می‌دهند و بسیاری از دریاچه‌ها نیز در این یخ‌رفت‌ها واقع شده‌اند. دریاچه‌ها توسط شبکه‌ای از رودخانه‌ها و کانال‌هایی که تشکیل سیستم وسیعی از آبراه‌ها را می‌دهند به‌خوبی با یکدیگر مرتبط شده‌اند و خود این سیستم نیز به‌نوبهٔ خود، توسط کانال سدهٔ هجدهمی مازوری به دریای بالتیک می‌پیوندد.
منطقهٔ دریاچه‌ای مازوری یکی از مهم‌ترین مناطق گردشگری و تفرجگاه‌ها در اروپای مرکزی است و علاقه‌مندان به قایق‌سواری، کانوسواری، ماهی‌گیری، کوهنوردی، دوچرخه‌سواری و همچنین دوستداران طبیعت به اینجا می‌آیند. این منطقه که در طول جنگ جهانی اول صحنهٔ وقوع نبرد اول دریاچه‌های مازوری در ۱۹۱۴ و نبرد دوم دریاچه‌های مازوری در ۱۹۱۵ بود در سال ۲۰۱۱ به‌عنوان یکی از فینالیست‌های عجایب هفتگانه طبیعت انتخاب گردید.